# Campeonato Mundial de Atletismo em Pista Coberta de 2016 - Arremesso de peso masculino
A prova do arremesso de peso masculino do Campeonato Mundial de Atletismo em Pista Coberta de 2016 ocorreu dia  18 de março em Portland, nos Estados Unidos.

## Recordes
Antes desta competição, os recordes mundiais e do campeonato nesta prova eram os seguintes:
|    | Nome           | Nacionalidade     | Distância | Local                        | Data                  |
| -- | -------------- | ----------------- | --------- | ---------------------------- | --------------------- |
| WR | Randy Barnes   | Estados Unidos    | 22m 66cm  | Los Angeles, Estados Unidos  | 20 de janeiro de 1989 |
| CR | Ulf Timmermann | Alemanha Oriental | 22m 24cm  | Indianápolis, Estados Unidos | 7 de março de 1987    |

## Medalhistas
| Ouro              | Prata            | Bronze                 |
| Tomas Walsh (NZL) | Andrei Gag (ROU) | Filip Mihaljević (CRO) |

## Resultados
A prova ocorreu dia 18 de março. 
| Colocação         | Nome               | Nacionalidade      | #1    | #2    | #3    | #4    | #5    | #6    | Resultados | Notas |
| ----------------- | ------------------ | ------------------ | ----- | ----- | ----- | ----- | ----- | ----- | ---------- | ----- |
| Medalha de ouro   | Tomas Walsh        | Nova Zelândia      | 20.38 | 21.60 | 21.40 | 21.64 | 21.49 | 21.78 | 21.78      | WL    |
| Medalha de prata  | Andrei Gag         | Roménia            | 20.89 | 20.08 | x     | x     | 20.23 | x     | 20.89      | SB    |
| Medalha de bronze | Filip Mihaljević   | Croácia            | 20.64 | 20.06 | 20.42 | 20.49 | 20.87 | x     | 20.87      | PB    |
| 4                 | Konrad Bukowiecki  | Polónia            | x     | 20.53 | x     | 20.43 | x     | 20.42 | 20.53      |       |
| 5                 | Jonathan Jones     | Estados Unidos     | 18.88 | 20.01 | x     | 20.31 | x     |       | 20.31      |       |
| 6                 | Germán Lauro       | Argentina          | 19.92 | 19.85 | 20.21 | x     | 20.24 |       | 20.24      |       |
| 7                 | Tim Nedow          | Canadá             | 19.52 | 20.23 | 19.95 | 20.03 | 19.60 |       | 20.23      |       |
| 8                 | Tobias Dahm        | Alemanha           | 19.40 | 20.22 | x     | 19.42 | 19.06 |       | 20.22      |       |
| 9                 | Jacko Gill         | Nova Zelândia      | 19.49 | x     | 19.93 |       |       |       | 19.93      |       |
| 10                | Carlos Tobalina    | Espanha            | 19.41 | 19.86 | x     |       |       |       | 19.86      |       |
| 11                | Borja Vivas        | Espanha            | 19.63 | 19.85 | 19.75 |       |       |       | 19.85      |       |
| 12                | Stephen Mozia      | Nigéria            | 19.84 | x     | x     |       |       |       | 19.84      |       |
| 13                | Mostafa Amr Hassan | Egito              | 19.81 | x     | 19.39 |       |       |       | 19.81      |       |
| 14                | Michał Haratyk     | Polónia            | 18.90 | 19.48 | 19.35 |       |       |       | 19.48      |       |
| 15                | Bob Bertemes       | Luxemburgo         | 18.63 | 19.48 | x     |       |       |       | 19.48      | SB    |
| 16                | Tomáš Staněk       | Chéquia            | x     | 19.46 | x     |       |       |       | 19.46      |       |
| 17                | Franck Elemba      | República do Congo | x     | 19.24 | 19.34 |       |       |       | 19.34      |       |
| 18                | Darlan Romani      | Brasil             | 18.50 | x     | x     |       |       |       | 18.50      | NR    |
| 19                | Kurt Roberts       | Estados Unidos     | x     | x     | 17.94 |       |       |       | 17.94      |       |

Legenda
| Recorde mundial       | Recorde mundial (World record)               |                       | Recorde africano                      | Recorde africano (African) |                                           | Q | Classificado por posição (Qualified) |
| Recorde do campeonato | Recorde do campeonato (Championship record)  | Recorde da América    | Recorde da América (Americas)         | q                          | Classificado por melhor tempo (Qualified) |   |                                      |
| Melhor marca do ano   | Melhor marca do ano (World leading)          | Recorde asiático      | Recorde asiático (Asian)              | DNS                        | Não largou (Did not start)                |   |                                      |
| Recorde nacional      | Recorde nacional (National record)           | Recorde europeu       | Recorde europeu (European)            | DNF                        | Não terminou (Did not finish)             |   |                                      |
| Recorde pessoal       | Recorde pessoal do atleta (Personal best)    | Recorde da Oceania    | Recorde da Oceania (Oceania)          | DSQ / DQ                   | Desclassificado (Disqualified)            |   |                                      |
| Recorde da temporada  | Recorde da temporada do atleta (Season best) | Recorde sul-americano | Recorde sul-americano (South America) | NM                         | Sem marca (No mark)                       |   |                                      |